# Cabaret (1972.)
Cabaret je filmski mjuzikl iz 1972. u režiji Boba Fossa s glumačkom ekipom koju čine Liza Minnelli, Michael York i Joel Grey. Radnja filma je smještena u Berlin u vrijeme Weimarske republike, 1931. godine, preed dolazak Hitlera na vlast. 
Film je temeljen na mjuziklu Cabaret, Kandera i Ebba, koji se pak temelji na predstavi I Am a Camera inspiriranoj pričama Christophera Isherwooda. Samo je par točaka iz mjuzikla uzeto za film, a Kander i Ebb su napisali nove, koje su došle kao zamjena. Za razliku od kazališnog mjuzikla, gdje se pjesmom izražavaju osjećaji, kao i tijek same radnje, u filmskoj verziji pjeva se samo na pozornici i u "biergartenu". Osim u sceni u "biergartenu", u filmu samo dvoje glavnih junaka pjevaju.
Film je dobio Zlatni globus za najbolji film – komedija ili mjuzikl, 1973. godine.
Godine 1995. film je odabran za čuvanje u United States National Film Registry kao "kulturno, povijesno i estetski značajan".
Godine 2006. Američki filmski institut je uvrstio ovaj film u 100 najboljih mjuzikala, s rednim brojem 5. Sljedeće godine film se našao na 63. mjestu AFI-jeve liste 100 najboljih američkih filmova.

## Radnja
Početkom 1930-ih, američka pjevačica Sally Bowles (Liza Minnelli) nastupa u klubu "Kit Kat" u Berlinu. Njen novi sustanar je Brian Roberts (Michael York), rezervirani britanski intelektualac, koji daje privatne sate engleskog kako bi zaradio za život u Berlinu, gdje završava svoje studije njemačkog. Sally pokušava zavesti Briana, ali pošto joj ne uspjeva, ona sumnja da je gej (Christopher Isherwood, na čijoj poluautobiografiji se film indirektno temelji, bio je gej i "otišao je u Berlin tražiti momke koje će voljeti"). Brian kaže da je probao imati vezu sa ženama, ali da nije uspjelo. Njih dvoje postaju prijatelji i Brian postaje uključen u njen boemski život u posljednjim danima Weimarske republike. Kasnije u filmu Brian i Sally postaju ljubavnici i Brian zaključuje da su uzroci prošlih neuspjeha bile same žene, a ne on.
Sally postaje prijateljica s barunom Maximilianom von Heuneom (Helmut Griem), bogatim plejbojem, koji poziva nju i Briana na svoje imanje van grada. U sceni kada njih troje zajedno plešu postaje nejasno koga zapravo Max želi zavesti. Vremenom on gubi zanimanje za njih i ostavlja ih u Berlinu, usprkos zajedničkim planovima. Kada Sally trijumfalno kaže Brianu da je spavala s Maxom, Brian se počinje smijati i kaže da je i on spavao s njim. Nakon svađe, koja se završava Brianovim naglim odlaskom, Brian nailazi na grupu nacista koji ga prebijaju. Brian i Sally odlaze u bolnicu, gdje Sally otkriva da im je Max ostavio kovertu s novcem.
Sally saznaje da je trudna, ali ne zna je li Brian otac, ili je to Max. Brian joj nudi brak i život na Cambridgeu, ali Sally shvaća da nikada ne bi mogla živjeti takav život i odlazi na abortus. Film se završava Brianovim odlaskom natrag u Englesku, dok Sally nastavlja svoj život u Berlinu.
Druga priča koja se provlači kroz film vezana je za Fritza Wendela (Fritz Wepper), Židova koji se predstavlja kao kršćanin. On otkriva da je Židov kada se zaljubi u Nataliju Landauer (Marisa Berenson), bogatu Židovku s kojom se, naposljetku, ženi. Film ne govori dalje o njihovoj sudbini.
U filmu se, također, prikazuje jačanje nacističkog pokreta. Iako se rijetko eksplicitno prikazuje njihovo prisustvo, njihovo jačanje se može pratiti prema promjeni načina ponašanja i stavova ostalih likova. Dok su na početku filma nacisti bili šikanirani, u sceni pri kraju filma se prikazuje kako se obični Nijemci priključuju nacističkoj propagandnoj pjesmi.

## Uloge
- Liza Minnelli - Sally Bowles
- Michael York - Brian Roberts
- Joel Grey - Master of Ceremonies
- Helmut Griem - Maximilian von Heune
- Fritz Wepper - Fritz Wendel
- Marisa Berenson - Natalia Landauer

## Radovi koji su inspirirali mjuzikl
- The Berlin Stories: The Last of Mr. Norris i Goodbuy to Berlin – Christopher Isherwood, 1945.
- Sally Bowles – Christopher Isherwood, 1937.
- I Am a Camera – John Van Druten, također inspirirana Isherwoodovim radovima.